# Hans-Peter Ockert
Hans-Peter Ockert (* 1972 in Meersburg) ist ein deutscher Jazzmusiker (Trompete, Komposition, Arrangement) und Bigband-Leader.
Ockert stammt aus einer musikalischen Familie; die Mutter ist Musikpädagogin, der Vater Amateurmusiker. Sein Bruder ist der Komponist Matthias Ockert. Er selbst erlernte Trompete und spielte sie zunächst im Orchester der Knabenmusik Meersburg. Er verfeinerte seine musikalische Ausbildung (zunächst im Kontaktstudium) an der Indiana University Bloomington bei Charles Gorham, Dominique Spera und Bobby Shew und ab 1995 an der Musikhochschule Stuttgart bei Claus Stötter, wo er seinen künstlerischen Abschluss erhielt.
Ab 1997 war Ockert der Leadtrompeter der LE Bigband, nachdem er zuvor bereits Bigband-Erfahrungen in den Landesjugendjazzorchestern Bayern und Baden-Württemberg und im Bundesjugendjazzorchester sammeln konnte. Weiterhin spielte er in der Late 8 Bigband, der Lumberjack Big Band und dem Südpool Jazzorchester. Zudem war er verschiedentlich als Theatermusiker tätig, etwa beim Staatstheater Stuttgart. Weiterhin trat er als Solist mit Sinfonieorchestern wie den Stuttgarter Philharmonikern oder der freien Kammersinfonie Baden-Württemberg auf.
Mit Toxic Truth war er mit Uwe Ochsenknecht auf Tournee, mit dem Roro Orchestra war er Südostasien. Mit seinem Quintett Loungekombinat legte er 2003 ein gleichnamiges Album und 2006 das Album Feiertagszulage vor. 2009 gründete er die HPOckert Bigband, mit der 2012 bei HGBS das Album HP/One veröffentlichte, das „den Zuhörer in die Magie der Klänge neuer Big-Band-Literatur entführt“ (Bernd Konrad) und „eine hinreißende Klangkultur“ schafft. Er ist auch auf Alben von Südpool, Torsten Krill, Matthias Ockert und Dirk Blümlein zu hören.
Ockert ist Dozent für Jazzpädagogik an der Musikhochschule Stuttgart. Mit Loungekombinat erhielt er 2005 ein Stipendium der Kunststiftung Baden-Württemberg.